# Another Day (singel U2)
Another Day – piosenka rockowej grupy U2. Była pierwszym singlem w historii zespołu. Utwór znalazł się również na albumie Boy.
„Another Day” był jednym z najrzadziej wykonywanych utworów na żywo grupy. Zespół wykonał go po raz ostatni 27 lipca 1980 roku.
Na wydaniu singla znalazł się także inny utwór, „Twilight”, który został umieszczony na płycie Boy i był regularnie grany na żywo do 1984 roku.

## Lista utworów
1. „Another Day” – 3:24
2. „Twilight” (demo) – 4:35

Jest to jedyna znana wersja, dostępna wyłącznie w Irlandii.